# Fimela
Fimela est une localité de l'ouest du Sénégal, chef-lieu de la communauté rurale de Fimela et de l'arrondissement de Fimela, dans le département de Fatick (région de Fatick).

## Histoire
Fimela se trouve dans la région historique de l'ancien royaume du Sine.

## Géographie
À vol d'oiseau, les localités les plus proches sont Keur Moussa Diara, Soumbel, Diofior, Simal, Yayem et Djilor.

### Population
Lors du dernier recensement, Fimela comptait 2 162 habitants pour 245 ménages. Ce sont principalement des Sérères.

### Activités économiques
Les principales activités sont la pêche, l'agriculture artisanale et l'élevage.

## Personnalités nées à Fimela
- Madior Diouf (1939-2025), universitaire et homme politique